# Campionati europei di karate 2016
I campionati europei di karate 2016 sono stati la 54ª edizione della competizione. Si sono svolti dal 5 all'8 maggio 2019 a Montpellier, in Francia.

## Paesi partecipanti
- Andorra (2)
- Armenia (2)
- Austria (13)
- Azerbaigian (13)
- Bielorussia (9)
- Belgio (10)
- Bosnia ed Erzegovina (14)
- Bulgaria (10)
- Croazia (16)
- Cipro (2)
- Rep. Ceca (5)
- Danimarca (13)
- Inghilterra (11)
- Estonia (3)
- Finlandia (9)
- Francia (16)
- Georgia (4)
- Germania (13)
- Grecia (11)
- Ungheria (14)
- Irlanda (9)
- Israele (7)
- Italia (15)
- Kosovo (6)
- Lettonia (2)
- Lussemburgo (5)
- Moldavia (2)
- Macedonia (16)
- Montenegro (10)
- Paesi Bassi (10)
- Irlanda del Nord (1)
- Norvegia (5)
- Polonia (16)
- Portogallo (13)
- Romania (8)
- Russia (15)
- Scozia (3)
- Serbia (16)
- Slovacchia (15)
- Slovenia (11)
- Spagna (15)
- Svezia (5)
- Svizzera (9)
- Turchia (16)
- Ucraina (14)
- Galles (3)

## Podi

### Individuale
| Specialità    | Oro                 | Argento            | Bronzo                             |
| Kata          | Damián Quintero     | Vu Duc Minh Dack   | Roman Heydarov Mattia Busato       |
| Kumite -60 kg | Matias Gomex Garcia | Aykut Kaya         | Emil Pavlov Marko Antić            |
| Kumite -67 kg | Steven Da Costa     | Gianluca de Vivo   | Martial Tadissi Yves Jordan Thomas |
| Kumite -75 kg | Rafael Aghayev      | Erman Eltemur      | Rene Smaal Logan Da Costa          |
| Kumite -84 kg | Uğur Aktaş          | Meris Muhović      | Noah Bitsch Georgios Tzanos        |
| Kumite +84 kg | Jonathan Horne      | Stefano Maniscalco | Enes Erkan Salim Bendiab           |

### Squadre
| Specialità | Oro | Argento                                                                                                  | Bronzo |
| Kata       | Francia Ahmed Zemouri Lucas Jeannot Enzo Montarello                                                               | Spagna Francisco José Salazar Jover José Manuel Carbonell Lopez Damian Hugo Quintero Capdevila           | Turchia Firket Yilmaz Osman Evin Mehmet Yakan Croazia Ivan Ermenc Damjan Padovan Tomislav Stolar |
| Kumite     | Francia Corentin Séguy Kenji Grillon Lonni Boulesnane Logan Da Costa Marvin Garin Jessie Da Costa Steven Da Costa | Turchia Samet Develi Gokhan Gunduz Ridvan Kaptan Erman Eltemur Enes Erkan Uğur Aktaş Alparslan Yamanoglu | Serbia Mihajlo Josipovic Dejan Cvrkota Danilo Jeknic Bogdan Trikos Aleksandar Sestakov Slobodan Bitević Stefan Joksic Portogallo Miguel Diz Helio Hernandez Nuno Mestre Nuno Moreira Hugo Pina Filipe Reis Tomás Silva |

### Donne

#### Individuale
| Specialità    | Oro                  | Argento           | Bronzo                                    |
| Kata          | Sandra Sánchez       | Sandy Scordo      | Dilara Bozan Viviana Bottaro              |
| Kumite -50 kg | Alexandra Recchia    | Serap Özçelik     | Jelena Milivojčević Mariya Koulinkovitich |
| Kumite -55 kg | Sara Cardin          | Anželika Terljuha | Busra Tosun Cristina Garcia Ferrer        |
| Kumite -61 kg | Lucie Ignace         | Merve Coban       | Ana Lenard Jovana Preković                |
| Kumite -68 kg | Elena Quirici        | Alisa Buchinger   | Sherilyn Wold Johanna Kneer               |
| Kumite +68 kg | Anne Laure Florentin | Helena Kuusisto   | Dragana Konjević Maša Martinović          |

#### Squadre
| Specialità | Oro                                                                     | Argento                                                         | Bronzo |
| Kata       | Spagna Paula Rodriguez Nieto Gema Morales Ozuna Margarita Morata Martos | Germania Jasmin Bleul Christine Heinrich Sophie Wachter         | Italia Michela Pezzetti Sara Battaglia Viviana Bottaro Turchia Gizem Sahin Rabia Kusmus Dilara Bozan                                   |
| Kumite     | Azerbaigian Irina Zaretska Ilaha Gasimova Nurana Aliyeva Farida Abiyeva | Croazia Anamarija Celan Bujas Ana Lenard Azra Sales Ivona Tubić | Turchia Busra Tosun Merve Coban Serap Ozcelik Busra Seyda Turan Francia Nadège Ait-Ibrahim Lucie Ignace Alexandra Recchia Alizée Agier |

## Medagliere
Paese organizzatore.
| Posiz. | Nazione              | Oro | Argento | Bronzo | Totale |
| ------ | -------------------- | --- | ------- | ------ | ------ |
| 1      | Francia              | 6   | 2       | 3      | 11     |
| 2      | Spagna               | 4   | 1       | 1      | 6      |
| 3      | Azerbaigian          | 2   | 0       | 1      | 3      |
| 4      | Turchia              | 1   | 5       | 6      | 12     |
| 5      | Italia               | 1   | 2       | 3      | 6      |
| 6      | Germania             | 1   | 1       | 2      | 4      |
| 7      | Svizzera             | 1   | 0       | 0      | 1      |
| 8      | Croazia              | 0   | 1       | 3      | 4      |
| 9      | Austria              | 0   | 1       | 0      | 1      |
| 9      | Bosnia ed Erzegovina | 0   | 1       | 0      | 1      |
| 9      | Finlandia            | 0   | 1       | 0      | 1      |
| 9      | Ucraina              | 0   | 1       | 0      | 1      |
| 13     | Serbia               | 0   | 0       | 4      | 4      |
| 14     | Paesi Bassi          | 0   | 0       | 2      | 2      |
| 15     | Bielorussia          | 0   | 0       | 1      | 1      |
| 15     | Bulgaria             | 0   | 0       | 1      | 1      |
| 15     | Gran Bretagna        | 0   | 0       | 1      | 1      |
| 15     | Grecia               | 0   | 0       | 1      | 1      |
| 15     | Macedonia            | 0   | 0       | 1      | 1      |
| 15     | Montenegro           | 0   | 0       | 1      | 1      |
| 15     | Portogallo           | 0   | 0       | 1      | 1      |
| Totale | Totale               | 16  | 16      | 32     | 64     |